# Hyalitové sklo
Hyalitové sklo (také hyalit, z řeckého hyalos, tj. sklo) označuje dokonale opakní černé sklo vyráběné v první polovině 19. století v buquoyských sklárnách.
V roce 1816 poprvé experimentálně vytvořil černé sklo sklář Jakob Wagner ve sklárně v Jiříkově Údolí pro Jiřího Františka Augusta Buquoye, v roce 1817 vznikl černý hyalit a 1819 i jeho červená varianta. Od roku 1820 měl hrabě Buquoy na dvacet let privilegium na výhradní výrobu tohoto skla. Obliba výrazně opadla okolo poloviny století a kvůli technologické náročnosti nebyla nikdy obnovena. I přes vydané privilegium další sklárny (např. harrachovské sklárny Nový Svět) představily v druhé čtvrtině 19. století sklo obdobné. Původní Buqoyovův recept nebyl nikde zapsán a nedochoval se.
Hyalitové sklo vznikalo přimícháváním kovových oxidů (struska) a dalších přísad do skloviny, výsledkem bylo velmi tvrdé a křehké sklo. Výrobky byly zdobeny řezáním, typické bylo střídání lesklých a matných ploch a dekorace zlacením.